# 新福寺 (文京区)
新福寺（しんぷくじ）は、東京都文京区にある真宗大谷派系（浄土真宗東本願寺派）の単立寺院。

## 歴史
鎌倉時代、結城氏当主結城広綱の開基である。広綱の弟が出家して「佑広」を名乗り、根拠地の結城に寺を創建したのが起源である。起源を同じくする同名の寺として、茨城県下妻市の新福寺（時宗）がある。
江戸時代初期に、江戸に移転して中興した。江戸移転当時は伝通院の南にあったが、後に現在地に移転した。なお、当寺のかつての本山は西本願寺であったが、寛文年間（1661年～1673年）に東本願寺に変更した。

## 寺宝等
- 阿弥陀如来像（本尊）
- 阿弥陀如来像
- 聖徳太子像
- 親鸞上人画像掛軸
- 蓮如上人画像掛軸
- 名号「南無不可思議光如来」掛軸

## 墓所
- 佑広（開山、結城広綱の弟）

## 交通アクセス
- 白山駅A1出口より徒歩10分（経路案内）。
- 茗荷谷駅より徒歩12分（経路案内）。